# Nymphidium acherois
Nymphidium acherois is een vlindersoort uit de familie van de prachtvlinders (Riodinidae), onderfamilie Riodininae.
Nymphidium acherois werd in 1836 beschreven door Boisduval.